# 오모스

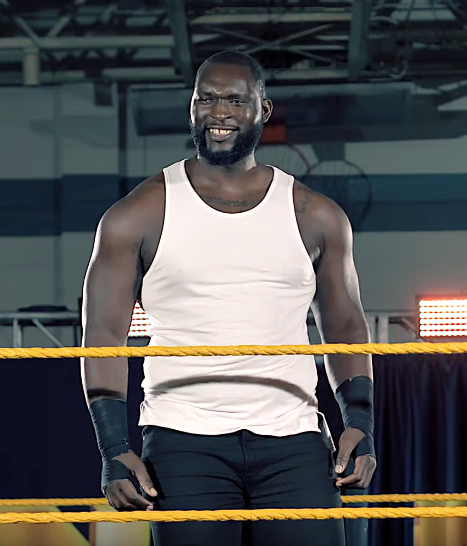

조던 오모그빈(Jordan Omogbehin, 1994년 5월 16일 ~ )은 나이지리아의 남자 프로레슬링 선수다. WWE 링네임이오모스 (Omos)이다. 키는 222cm(7 ft 3 in)이고 몸무게는 190kg(418 lb)이다.(실제체중은 대략 158kg) 본명은 톨루로프 요르단 오모그베힌(Tolulope Jordan Omogbehin)이다. 2013년 프로레슬링 입문으로 밝혀졌다. 여담으로 해외에서는 그의 신장이 전성기 시절때의 앙드레 더 자이언트보다 더 컸을것으로 추정하고있다. 피니쉬는 투 핸드 초크슬램으로 칼리보다 비슷한 일을 공격을 한다. 그리고는 스냅 스파인버스터로 사용을 하고 초크슬램도 잃지 않는다.

## Professional wrestling highlights
- Finishing moves
  - Two-handed chokeslam - 2021-present
- Signature moves
  - Backbreaker
  - Body slam
  - Corner back elbow smash
  - Iron claw
  - Jumping big boot
  - Nerve hold
- Nicknames
  - "AJ's Personal Colossus"
  - "The Colossus"
- Assisted Wrestlers
  - AJ Styles
- Manager
  - MVP
- Entrance themes
  - Phenomenal by CFO$ (WWE; 2020-2021 used in tandem with AJ Styles)
  - Shake the Ground by Def Rebel (WWE; 2021-present)

## 수상
- WWE 월드 24/7 웨이트 챔피언 (1회)
- WWE Raw 월드 태그팀웨이트 챔피언 (1회) - 에이제이 스타일스
- 더 락 25주년 애너서버리 배틀 로얄 (2021)

1. ↑  “Omos”. 《WWE》. 2021년 7월 29일에 확인함.